# Absalão da Dinamarca
Absalão (em dinamarquês: Axel; Copenhague, 12 de agosto de 1888 — Copenhague, 14 de julho de 1964), foi um Príncipe da Dinamarca, segundo filho do príncipe Valdemar da Dinamarca e de sua esposa, a princesa Maria de Orléans, sendo assim neto do rei Cristiano IX da Dinamarca e trineto de Dom Pedro I do Brasil.
Por parte de pai, Absalão era primo em primeiro grau do rei Crintiano X da Dinamarca, do rei Haakon VII da Noruega e de sua esposa, a rainha Maud, do rei Constantino I da Grécia, do rei Jorge V do Reino Unido, do imperador Nicolau II da Rússia, Ernesto Augusto, Duque de Brunsvique e do príncipe André da Grécia e Dinamarca, pai do príncipe Filipe, Duque de Edimburgo; já por parte de mãe, era primo em primeiro grau de Henrique, Conde de Paris, pretendente orleanista ao trono francês, e da princesa Ana de Orléans, Duquesa de Aosta.
Em 22 de maio de 1919, Absalão casou-se com a princesa Margarida da Suécia, sua prima em primeiro grau e filha mais velha do príncipe Carlos, Duque da Gotalândia Ocidental. O casamento aconteceu na Catedral de Estocolmo e foi celebrado com grandes festividades pela cidade. A mãe da princesa Margarida, a princesa Ingeborg da Dinamarca, era prima paterna do príncipe Absalão, pois eles compartilhavam o mesmo avô, o rei Cristiano IX da Dinamarca. O príncipe Absalão e a princesa Margarida tiveram dois filhos.
O príncipe Absalão era um patrono popular dos esportes. Ele foi um proeminente membro e ativista do Comitê Olímpico Internacional e também um executivo de negócios. Em 1963, o príncipe Absalão tornou-se o primeiro membro honorário do COI na história. Ele era um oficial da Marinha Dinamarquesa.